# Chlorotettix iridescens
Chlorotettix iridescens är en insektsart som beskrevs av Delong 1916. Chlorotettix iridescens ingår i släktet Chlorotettix och familjen dvärgstritar. Inga underarter finns listade i Catalogue of Life.